# Danièle Mazet-Delpeuch
Pour les articles homonymes, voir Mazet (homonymie) et Delpeuch.
Danièle Mazet-Delpeuch, née en 1942 à Arcueil et morte le 30 septembre 2024 à Brive-la-Gaillarde, est une cuisinière française.
Elle est considérée comme une pionnière du tourisme rural en ouvrant l'une des premières tables d'hôtes en France en 1974.
Elle est également connue pour avoir été la cuisinière personnelle du président de la République François Mitterrand de 1988 à 1990, devenant alors la première femme à ce poste. Cette expérience a inspiré le film Les Saveurs du palais de Christian Vincent, sorti en 2012.

## Biographie
Danièle Mazet-Delpeuch naît à Arcueil, en banlieue parisienne, en 1942. Lorsqu'elle a 8 ans, sa famille s'installe dans le Périgord.
Elle s'initie aux saveurs et aux bons produits grâce aux goûts de son père et aux talents et expériences de son arrière-grand-mère et de sa grand-mère maternelle. Elle ne commence elle-même à cuisiner qu'à partir de son mariage, à 19 ans, avec progressivement une famille à nourrir, donnant naissance à son quatrième enfant à l'âge de 25 ans.
Puis elle commence à utiliser ses compétences professionnellement alors qu'elle n'a aucun diplôme. En 1974, elle ouvre une des premières tables d'hôtes, qu'elle développe dans sa ferme du Périgord, à la Borderie, un hameau près de Chavagnac. Elle transforme sa grange en lieu d'hébergement et fait notamment découvrir les truffes et le foie gras à une clientèle internationale. Cela lui vaut d'être reconnue comme une pionnière du tourisme rural. Plus tard, elle y donne aussi des cours de cuisine.
Dans les années 1980, elle s'installe aux États-Unis où elle donne des cours de cuisine. À New York, vers 1986-1987, elle fait la connaissance de Joël Robuchon grâce à la cousine de celui-ci. Elle revient ensuite à Paris où, alors qu'elle a divorcé, elle achète un appartement. Robuchon la recommande alors à François Mitterrand, qui en fait sa cuisinière personnelle en 1988. Elle reste à son service jusqu'en 1990.
Dix ans plus tard, elle répond à une annonce sur Internet pour une mission en Antarctique, pour laquelle on lui annonce d'abord qu'un homme de moins de 30 ans est recherché pour le poste et qu'il est inutile de présenter sa candidature. Elle se dit prête à se plaindre pour discrimination et évoque son expérience à l'Élysée, ce qui permet à sa candidature d'être acceptée. Alors âgée de 60 ans, elle part donc pour Saint-Paul-et-Amsterdam, sur la base Martin-de-Viviès, pour préparer les repas d'une expédition scientifique durant 14 mois.
Revenue ensuite dans le Périgord, elle y développe des truffières, puis elle en acquiert une en Nouvelle-Zélande pour profiter des saisons opposées et avoir accès à ce mets durant toute l'année. Malgré ses absences dues à ses multiples expériences, sa table d'hôtes a continué de fonctionner à chaque fois qu'elle pouvait s'en occuper.
En 2012, un film réalisé par Christian Vincent, Les Saveurs du palais, s'inspire de son expérience aux côtés de Mitterrand, pour le personnage d'Hortense Laborie incarné par Catherine Frot. Danièle Mazet-Delpeuch participe à la promotion du film, y compris à l'étranger.
Danièle Mazet-Delpeuch meurt le 30 septembre 2024 à Brive-la-Gaillarde en Corrèze.

## Différences entre sa vie et le film qui s'inspire de son expérience
En 1990, contrairement au film Les Saveurs du palais qui montre un personnage donnant sa démission, Danièle Mazet-Delpeuch demande au président l'autorisation de quitter son poste pour rentrer chez elle, ce qu'il accepte.
D'autre part, le film montre un personnage qui va en Antarctique par dépit, ce qui n'a pas été le cas de Danièle Mazet-Delpeuch, même si elle a ressenti par ailleurs des frustrations à cause de certaines restrictions administratives ou diététiques.

## Publications
- Carnets de cuisine : du Périgord à l'Élysée, 1997[4]
- Le Larousse de la cuisine facile : 500 recettes pour maîtriser les bases en cuisine (collectif), Larousse, 2009  (ISBN 978-2-03-584435-4)
- Carnets de cuisine : du Périgord à l'Élysée, Bayard Culture, 2012  (ISBN 978-2-227-48607-2)
- Ma cuisine de l'Élysée à l'Antarctique, Bayard Culture, 2016  (ISBN 978-2-227-48873-1)